# Simon Antal (labdarúgó)
Simon Antal (Hajdúnánás, 1965. szeptember 27. –) labdarúgó, középpályás, edző.

## Pályafutása

### Játékosként
1978 és 1983 között a Debreceni MVSC labdarúgója volt. 1983-ban igazolt az Eger együtteséhez. Az 1983–84-es idényben feljutott az NB I-be a csapattal. 1984. szeptember 1-jén mutatkozott be az élvonalban a Haladás ellen, ahol csapata 2–1-es vereséget szenvedett. Az 1984–85-ös idényben 14 mérkőzésen lépett pályára, de csapata 15. helyezettként kiesett az első osztályból. A következő idényben megint sikerült a feljutás, de az élvonalbeli szereplés újra kudarcot vallott és 16. helyezettként, utolsóként ismét búcsúztak az NB I-től. Simon Antal 1990-ig játszott az Eger csapatában. Az 1990–91-es idényben a Bp. Volán játékosa volt. 1991 és 1994 között a Vác sikercsapatának a tagja volt. Két bajnoki ezüstérem után az 1993–94-es idényben bajnokságot nyert a csapattal. 21 mérkőzésen három góllal járult hozzá a sikerhez. Ezt követően a Vasashoz szerződött, ahol három és fél idényen át szerepelt. Az 1997–98-as idény őszi szezonja után Finnországba szerződött, ahol egy-egy idényt játszott a TPV Tampere és az FC Lahti csapataiban. 2000 tavaszán a svájci FC Winterthur játékosa volt. Az aktív labdarúgást ugyan ebben az évben az osztrák alsóbb osztálybeli FC Perg csapatában fejezte be.

### Edzőként
2015 végéig a Vasas vezetőedzője volt. 2017 nyarán a Vecsés edzőjének lett. 2018 áprilisában a pénzügyőr edzőjének nevezték ki. 2019 áprilisától novemberig a Tiszakécske trénere volt. 2020 novemberéig az NB III-as Gyöngyös csapatát irányította. 2022 január 25.-én a Jász-Nagykun-Szolnok megyei I.osztályú Karcagi SE irányítását vette át.

## Sikerei, díjai

### Játékosként
- Magyar bajnokság
  - bajnok: 1993–94
  - 2.: 1991–92, 1992–93
  - 3.: 1997–98
- Magyar kupa
  - döntős: 1992